# Hospital Clínico de la Universidad de Chile
El Hospital Clínico de la Universidad de Chile José Joaquín Aguirre, popularmente conocido como «Jota Aguirre» o «Jota Jota Aguirre», es un hospital universitario ubicado en la comuna de Independencia, en el sector norte de la ciudad de Santiago de Chile. Lleva el nombre del exrector y ex decano de la Facultad de Medicina, el doctor José Joaquín Aguirre, por haber sido el principal impulsor de esta institución.
Es una de las instituciones de salud más grandes de Chile, realizando alrededor de 450 000 prestaciones al año. Está ubicado en un extenso terreno que fue adquirido para la ampliación de la Facultad de Medicina. El actual edificio fue construido en 1952.